# هارولد آي. غوس
هارولد آي. غوس (بالإنجليزية: Harold I. Goss)‏ هو محامي أمريكي، ولد في 12 نوفمبر 1882 في كينبونك في الولايات المتحدة، وتوفي في 25 مايو 1962 في غاردينر في الولايات المتحدة.